# Alero Olympio
Alero Olympio, född 1959, död i augusti 2005 i Edinburgh, Skottland, var en skotsk-ghanansk arkitekt, designer och pionjär inom användningen av lokala byggmaterial och hantverkstekniker. Sin verksamhet hade hon främst i Ghana.

## Tidigt liv
Olympio kom från en afro-brasiliansk familj och hon var barnbarn till den mördade togolesiske presidenten Sylvanus Olympio.
1970 skrev hon barnboken Akasua i Brasilien tillsammans med sin mamma Cecile McHardy. Boken beskriver en ghanansk students resa till Brasilien. 
Olympio studerade arkitektur i Edinburgh. 

## Karriär
Olympio fick internationell berömmelse för sitt banbrytande arbete med att använda lokala naturmaterial som laterit, trä och natursten. Fokus för detta arbete var forskning, användning och främjande av lokala hantverkstekniker och användning av lokala, hållbara byggmetoder med låg resursförbrukning och liten materialimport. Hon gjorde många resor till Afrika, Asien och Brasilien. Tillsammans med partners i Indien utvecklade hon en apparat för hydraulisk pressning av laterittegel på plats. Lateriten använde hon till sina byggnader. Jämfört med att använda tegel hade denna process fördelen att behovet av energikrävande eldning och långväga materialtransporter eliminerades. Efter att först ha utvecklat självbyggda hus till låga kostnader i Ghana, ändrade Olympio senare sin verksamhet till att bygga exemplariska ekologiska hus för den framväxande ghananska medelklassen.
Olympio designade också Kokrobitey Institute nära Accra, som nu inrymmer ett designcenter uppkallat efter henne.
Efter sex års sjukdom dog hon i cancer 2005 vid 46 års ålder.

## Eftermäle
AFI (African futures Institute) i Accra, ledd av Lesley Lokko, lanserade Alero Olympio Lecture-serien 2020 för att hedra personligheter som i Olympios anda stödjer kvinnor inom designområdet och främjar nya arkitektoniska visioner på den afrikanska kontinenten och främja användningen av hållbara byggmaterial och byggmetoder. 2021 hölls den första föreläsningen av arkitekten Mariam Kamara.

## Publikationer
Akosua i Brasilien, 1970.